# Love Hurts (film, 2009)
Pour les articles homonymes, voir Love Hurts.
Pour plus de détails, voir Fiche technique et Distribution.
Love Hurts ou Toujours l’amour au Québec (Love Hurts en version originale) est un film américain de Barra Grant sorti en 2009.

## Synopsis
Ben Bingham (Richard E. Grant) et sa femme Amanda (Carrie-Anne Moss) se séparent. Ben est complètement perdu et se met à boire. Mais son fils Justin (Johnny Pacar), 17 ans, le fait complètement changer de look et le rend social. Ben devient alors l’homme célibataire le plus populaire de la ville. Mais les choses changent lorsque Justin tombe amoureux pour la première fois. Il trouve alors son père trop superficiel…

## Fiche technique
- Titre original : Love Hurts
- Titre en France : Love Hurts
- Titre au Canada francophone : Toujours l’amour
- Autre titre provisoire : Hanging Out Hooking Up Falling in Love
- Réalisation : Barra Grant
- Scénario : Barra Grant
- Photographie : Alan Caso
- Pays d’origine :  États-Unis
- Langue originale : anglais
- Genre : comédie romantique
- Durée : 95 minutes

## Distribution
- Richard E. Grant : Ben Bingham
- Carrie-Anne Moss : Amanda Bingham
- Johnny Pacar : Justin Bingham
- Janeane Garofalo : Hannah Rosenbloom
- Jenna Elfman (VF : Jessie Lambotte) : Darlene
- Rita Rudner : Dr Lisa Levanthorp
- Camryn Manheim : Gloria
- Caroline Aaron : Wanda
- Julia Voth : Amanda jeune
- Jeffrey Nordling : Curtis
- Max Van Ville (en) (VF : Yannick Blivet) : Trev
- Candice Accola : Sharon